# Clásico Regio féminin
Le Clásico Regio femenil désigne la rivalité entre les Tigres UANL et le CF Monterrey, deux clubs féminins de football situés dans la ville de Monterrey au Mexique.

## Histoire

### Les plus gros palmarès du pays
Depuis la création de la Liga MX féminine en 2017, le clásico opposant les Tigres aux Rayados peut également se jouer en football féminin. La rivalité est d'autant plus disputée que les deux équipes font partie des poids lourds du championnat et se partagent l'essentiel des titres : 5 pour les Tigres et 2 pour les Rayadas.
Les deux rivaux se sont retrouvés à sept reprises en Liguilla dont cinq fois en finale (Clausura 2018, Clausura 2019, Apertura 2019 , Guard1anes 2020 et Apertura 2021). La confrontation a donc souvent lieu lors de matches au sommet du championnat mexicain, ce qui lui donne une importance capitale, dépassant le Clásico Nacional entre l'América et les Chivas.

« La tactique est laissée de côté, parce que ça se joue avec passion. »

— Nayeli Rangel, joueuse des Tigres, à propos du Clásico.
Le premier clásico a lieu lors de la Copa MX 2017, un tournoi organisé à Toluca pour préparer la première édition de la Liga MX féminine quelques mois plus tard. La rencontre tient toutes ses promesses avec une avalanche de buts. Les Tigres ouvrent le score dès la première minute de jeu sur un but de Lanny Silva, mais les Rayadas égalisent seulement deux minutes plus tard par Sofía Martínez. Les Tigres s'imposent finalement 4-3 et remportent le premier Clásico Regio féminin de l'histoire.
Les Rayadas prennent leur revanche lors du premier clásico de Liga MX quelques mois plus tard (2-1).
En 2018, les deux équipes se retrouvent en finale du tournoi de clôture. Le match aller à l'Estadio Universitario bat le record d'affluence du championnat mexicain, qui est aussitôt battu de nouveau au match retour à l'Estadio BBVA avec 51 211 spectateurs venus assister au sacre des Tigres. C'est à l'époque la plus grosse affluence pour un match entre deux clubs féminins.

### Les clubs les plus développés du pays
Les Tigres UANL et le CF Monterrey font partie des clubs mexicains à accorder le plus d'attention à leur équipe féminine. Ils leur accordent les plus gros salaires et les font jouer dans les stades des équipes masculines au lieu de les cantonner aux terrains d'entraînement.
Les clásicos entre Tigres et Rayadas au BBVA ou à l'Estadio Universitario sont d'ailleurs les théâtres des records d'affluence du football féminin mexicain, ce qui montre l'importance de la rivalité. Les deux équipes peuvent compter sur les plus larges bases de supporters du pays. Fin 2022, quatre des cinq plus grosses affluences de l'histoire du championnat étaient des Clásicos Regios.
Le premier match de Coupe des champions de la CONCACAF de l'histoire des deux équipes est un clásico. Le 22 août 2024, les Tigres dominent largement Monterrey 4-0 et remportent leur premier match dans la compétition.

## Statistiques
| Compétition                       | Victoires/Tigres | Nuls | Victoires/Rayadas | Buts/Tigres | Buts/Rayadas |
| --------------------------------- | ---------------- | ---- | ----------------- | ----------- | ------------ |
| Copa MX 2017                      | 1                | 0    | 0                 | 4           | 3            |
| Saison régulière de Liga MX       | 7                | 8    | 4                 | 33          | 26           |
| Liguilla                          | 6                | 9    | 5                 | 25          | 22           |
| Super final                       | 3                | 1    | 0                 | 6           | 2            |
| Coupe de champions de la CONCACAF | 1                | 0    | 0                 | 4           | 0            |
| Total                             | 18               | 18   | 9                 | 72          | 53           |

Mise à jour le 16/04/2025.

## Palmarès des équipes
| Équipe       | Tournois saisonniers de Liga MX                         | Campeón de campeones                  |
| ------------ | ------------------------------------------------------- | ------------------------------------- |
| Tigres UANL  | 6 (Cl 2018, Cl 2019, 2020, Cl 2021, Ap 2022 et Ap 2023) | 3 (2020-2021, 2022-2023 et 2023-2024) |
| CF Monterrey | 4 (Ap 2019, Ap 2021, Cl 2024 et Ap 2024)                | 0                                     |

## Joueuses notables

### Meilleures buteuses
Statistiques au 19 décembre 2021.
|    | Joueuse           | Buts |
| -- | ----------------- | ---- |
| 1. | Katty Martínez    | 11   |
| 2. | Desiree Monsiváis | 8    |
| 3. | Belén Cruz        | 7    |
| 4. | Diana Evangelista | 7    |
| 5. | Lizbeth Ovalle    | 6    |
| 5. | Rebeca Bernal     | 6    |
| 5. | Blanca Solís      | 6    |